# 人間の翼 最後のキャッチボール
『人間の翼 最後のキャッチボール』（にんげんのつばさ さいごのキャッチボール）は、牛島秀彦の小説『消えた春』を原作とした1996年の日本映画。白黒映画。
戦前のプロ野球で、名古屋軍（現・中日ドラゴンズ）のエースとして活躍した石丸進一の生涯を描いた作品。彼がやがて召集を受け、神風特別攻撃隊員として航空特攻に赴くまでの短い青春を描く。

## 主なキャスト
- 東根作寿英 - 石丸進一
- 山口真有美 - 桜井圭子
- 酒井一圭 - 本田耕一（特攻前に石丸と「最後のキャッチボール」を行なった）
- 佐藤允 - 石丸金三（進一の父）
- 馬渕晴子 - 石丸ソデ（進一の母）
- 藤王みつる - 石丸藤吉（進一の兄で、同じくプロ野球選手）
- 久保田篤 - 石丸刀雄
- 誠直也 - 小西得郎（進一が所属した名古屋軍（現・中日ドラゴンズ）監督）
- ヨネスケ - 赤嶺昌志（名古屋軍の理事）
- 広岡瞬 - 山岡荘八（当時、海軍報道班員として最後のキャッチボールに立ち会った）
- 松崎真 - 窓乃梅の主人

## スタッフ
- 監督：岡本明久
- 原作：『消えた春』牛島秀彦
- 脚本：斎藤力、岡本明久
- 主題歌：「時の流れに－鳥になれ－」五輪真弓
- 製作者：石丸剛、永野新平、原徹雄、古賀武夫、鶴勤
- 総指揮：末次一郎、古川貞二郎
- プロデューサー：神佑輔
- 監修：小鶴誠、鴨原良樹、丸尾穂積、青戸廣二
- 特撮監督：佛田洋
- 特殊効果：国米修市
- 監督補：崎田憲一
- 協力：防衛庁、海上自衛隊、中日ドラゴンズ、中日新聞、富士火災海上保険、全日本空輸、佐賀新聞社　ほか

## 製作

### 企画
古本屋で見つけた牛島秀彦の小説『消えた春』を読み、石丸進一の人柄にほれた東映の岡本明久監督が映画化を熱望し、同社の岡田茂会長も最初は乗り気だったが、紆余曲折あって自主映画になった。ただ、スタッフは、撮影・高岩震、美術・春木章、照明・梅谷茂、スクリプター・宮本衣子ら、東映のベテランの協力を得られた。 

### 脚本
岡本監督は友人の斉藤力とともにシナリオを書き、牛島にシナリオを見せ、牛島は映画化を快諾した。

### 資金調達
進一の兄石丸藤吉の息子で、藤吉が作ったタクシー会社「親和交通」の社長である石丸剛が『人間の翼』を作る会の代表として、製作費調達に駆け回り、興業面にも尽力した。製作資金集めは50円募金からスタートし、多くの賛同者を得たが。紆余曲折あり、岡本監督は「石丸の佐賀商業で一年先輩にあたる参議院議員・大塚清次郎が支援の手を差し延べて下さり、製作資金の問題は解決に向かった」と述べている。大塚は映画の完成を見ることなく亡くなった。製作費2億円。

### キャスティング
石丸進一役はオーディションが行われ、約500人の中から新人・東根作寿英が選ばれた。東根作、酒井一圭も体重を絞り、撮影に挑んだ。

### 撮影
石丸の所属した中日ドラゴンズが、古い野球道具や写真を用意してくれ、フェンスに看板のない球場を探してくれた。資金の目途が立たず、見切り発車の状態で1995年6月、佐賀県でクランクイン。九州ロケは半月。佐賀商業と熊本工業の試合ロケは、佐賀市江北町の住民がほぼ総出でボランティア出演した。また当時の雰囲気に似た舗装されていない飛行場を探し、長崎県佐世保にある陸上自衛隊相之浦海兵団を使わせてもらえた。そこは偶然にも石丸が最初に訓練を受けた所だったという。九州ロケの後、東京の撮影所での追い込み撮影と、群馬県中之条町にあった小学校の分校を石丸ら特攻隊員の宿舎・野里国民学校（現在の鹿屋市立野里小学校）に見立てて撮影が行われた。

## 興行
1995年12月1日、地元佐賀でひと足先に劇場上映され好評を博した。しかし自主映画の上映は大きな困難が伴う。1996年年明けから、関係者が東京、名古屋、福岡での劇場公開の交渉を行うが、単館ロードショーは保障金を積まなければ契約が成立せず、資金は底を突いていたため、関係者が前売り券を必死に売って、1996年4月にようやく劇場側との条件が整った。興行面では、東映、日本ヘラルド映画と、岡田茂が会長を兼任していた東急レクリエーションの協力が得られ、東急レクの新宿シネマミラノで1996年6月29日に公開されたのを皮切りに、7月6日、名古屋ヘラルドシネプラザ3、7月13日、福岡東映グランドで劇場公開が行われた。データベースではこの新宿シネマミラノでの公開日を公開年月日としている。興行面でもほぼ映画は素人の集まりのため、公開日までチケットやパンフレットの印刷等、手探りの状態で公開日に間に合わせた。この3館だけの上映では資金回収には及ばず、その後、1996年9月20日、長野県上田市文化会館ホール、9月26日、東京豊島公会堂、10月4日、東京府中グリーンプラザけやきホール、10月18日、東京かつしかシンフォニーヒルズアイリスホール、11月21日、東京パルテノン多摩小ホールなど、『人間の翼』を作る会等を問い合わせ先に各種団体、学校、公民館、ホールなどでの単発上映会・試写会を募り、上映会が続いた。試写会はナゴヤドームでも行われている。

## 作品の評価
田山力哉は産経新聞のコラムで「伊丹十三監督の『スーパーの女』を見たが（中略）サクセスストーリー的なものに終わっているのが期待外れだった。この作品が昼間からメジャーの映画館を満席にしているのと同じ時期に、同じ新宿の小さな映画館（新宿シネマミラノ）でほんの30人ばかりの観客を集めてインデペンデント系の『人間の翼』という白黒スタンダード作品がひっそりと上映されていた。これは反戦映画であるが、単なる反戦映画ではなく野球映画である（中略）野球生活もこれからという時期にそれも叶わず敵機に突っ込んでいった無念さが画面からほとばしってくる思いで、最後までボールを離さなかった心情に、これほど野球への情熱と戦争への憎しみを燃やして見たのは私だけだろうか。こうした映画が多くの人の目に止まることなく埋もれていくのは残念でならない」などと評した。